# Московская рок-лаборатория
Московская рок-лаборатория (1986—1992) — общественная организация, в 1980-х годах контролировавшая деятельность независимых и самодеятельных московских музыкальных рок-коллективов.

## История
Чтобы контролировать спонтанную концертную деятельность в Москве, 23 октября 1985 года по решению тогдашнего первого секретаря МГК КПСС Виктора Гришина, при Едином научно-методическом центре Главного управления культуры Исполкома Моссовета была организована «рок-лаборатория». Первым её директором стал Булат Турсунович Мусурманкулов, позже его сменила Ольга Николаевна Опрятная. Московская рок-лаборатория объединила почти все существовавшие на то время московские и подмосковные музыкальные коллективы не имевших профессионального статуса и контрактов с филармониями и иными государственными организациями.
С 1987 года рок-лабораторией проводился «Фестиваль надежд».

В 1985 году с возвращением солистки Жанны Агузаровой группе «Браво» удалось добиться легального статуса и вступить в «Московскую рок-лабораторию»

Последним крупным мероприятием, организованным Московской рок-лабораторией, стал фестиваль «Черёмуха-92», прошедший в конце мая 1992 года в ДК Текстильной академии им. Косыгина. Среди участников фестиваля значились «Монгол Шуудан», «Клиника», «Ногу свело!», «Четыре таракана», «Женская болезнь», «Матросская тишина» и др.

## Группы Московской рок-лаборатории
В разное время в структуру Московской рок-лаборатории входили следующие группы:
- «Алиби»,
- «Альянс»,
- «Амнистия»,
- «Бахыт-Компот»,
- «Биоконструктор»,
- «Браво» (до 1986 года),
- «Бригада С» (до 1987 года),
- «Ва-банкъ»,
- «Вежливый отказ»,
- «Встреча на Эльбе»,
- «Дед Мороз» (до 1987 года),
- «Диана»,
- «Доктор»,
- «Женская Болезнь»,
- «Звуки Му»,
- Инна Желанная и группа «М-Депо»,
- «Институт косметики»,
- «Кабинет»,
- «Коррозия металла»,
- «Крематорий»,
- «Легион»,
- «Манго-Манго»,
- «Мафия»,
- «Матросская тишина»,
- «Мегаполис»,
- «Метро»,
- дуэт «Прощай, молодость!»,
- «Монгол Шуудан»,
- «НАИВ»,
- «Небо и Земля»,
- «Николай Коперник»,
- «Ногу свело!»,
- «Ночная трость»,
- «Ночной проспект»,
- «Нюанс»,
- «Пари»,
- «Пого»,
- «Порт-Артур»,
- «Разбуди меня в полночь»,
- «Рукастый перец»,
- «Сенкевич International»,
- «Т-34»,
- «Тупые»,
- «Тяжёлый день»,
- «Удафф»,
- «Центр» (до 1987 года),
- «Четыре таракана»,
- «Чёрный обелиск»,
- «Чудо-юдо»,
- «Шах» (до 1987 года),
- «Э.С.Т.»
- и др.

## Критика
Советский музыкант Александр Градский в интервью газете «Комсомольское знамя» в 1989 году назвал Московскую рок-лабораторию конъюнктурной организацией: «Так считают: пока находятся внутри своей организации — они честные и непродавшиеся. А как только кому-то из них начинают платить — тот становится „белой вороной“, которую все клюют».